# Carta aos Brasileiros
Carta aos Brasileiros foi o título dado a um texto redigido essencialmente pelo jurista Goffredo da Silva Telles Jr. e lançado em 8 de agosto de 1977, no Largo de São Francisco da Faculdade de Direito da Universidade de São Paulo, repudiando a ditadura militar.
Seus signatários incluíam os juristas Fábio Konder Comparato, Tércio Sampaio Ferraz Júnior, Miguel Reale Júnior e ainda o professor de literatura Antonio Candido e o bispo Dom Cândido Padin. Teve importância no enfrentamento do regime de exceção, embora este só fosse terminar em 1985. Era uma reação forte ao Pacote de Abril, que o ditador Ernesto Geisel baixara poucos meses antes, alterando a constituição - já ela ilegítima, porque outorgada pela Junta Militar em 1969 - para criar os senadores biônicos e adotar várias outras medidas de restrição às liberdades.

## História
Goffredo Teles Júnior foi convidado por Flavio Bierrenbach, José Carlos Dias e Almino Afonso para escrever um documento de repúdio à ditadura militar no Brasil. A escolha de Goffredo foi estratégica, considerando sua falta de laços com a esquerda e seu repúdio ao marxismo, sendo ele um notório integralista. Imaginou-se que qualquer outro inimigo da ditadura que ousasse protagonizar o famoso evento seria impedido e preso. Goffredo desejava escrever um manifesto revolucionário e carismático pela liberdade e pelo Estado Democrático de Direito.

## Leitura pública

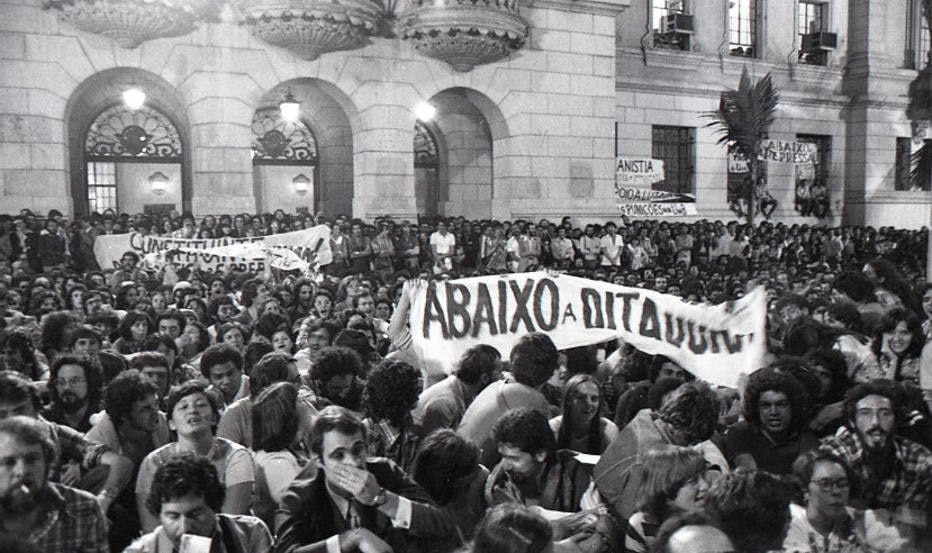
Multidão em frente ao Largo de São Francisco durante a leitura da carta, em 8 de agosto de 1977.

Na noite de 8 de agosto de 1977, uma segunda-feira, na plena vigência do regime de ditadura militar, Goffredo da Silva Telles Jr. leu sua Carta aos Brasileiros no pátio externo da Faculdade de Direito da Universidade de São Paulo, no Largo São Francisco, numa tribuna que pertencia à faculdade. A ocasião comemorava o sesquicentenário da fundação dos cursos jurídicos no Brasil. A carta foi lida na Sala dos Estudantes da faculdade, diante de uma multidão de 2 mil pessoas, composta de estudantes, advogados, promotores, políticos do Movimento Democrático Brasileiro, trabalhadores, jornalistas e representantes de entidades da sociedade civil.
Em uma mesa colocada à frente do memorial aos mortos da Revolução Constitucionalista de 1932 do Largo São Francisco, composta, além de Goffredo Telles, por Therezinha Zerbini, do Movimento Feminino pela Anistia e pelo jurista Hélio Bicudo, que à época destacava-se pela denúncia ao Esquadrão da Morte em São Paulo. O evento teve início com fala de Caio Marcelo Giannini, então presidente do Centro Acadêmico XI de Agosto da Faculdade de Direito da Universidade de São Paulo, em apoio à carta, juntamente de todos os ex-presidentes do Centro Acadêmico.
O líder do MDB daquele período, Ulysses Guimarães, estava na cidade de São Paulo, mas não compareceu ao evento, estando presentes apenas os deputados federais Ruy Côdo e Israel Dias Novaes. Entre as entidades representadas, estavam o Sindicato de Jornalistas Profissionais do Estado de São Paulo, a Associação dos Procuradores do Estado de São Paulo e a Arquidiocese de São Paulo.
Embora não programado, após a leitura, os estudantes saíram em passeata pelo centro de São Paulo por várias horas, burlando a repressão policial.

## Trechos da carta
Das Arcadas do Largo de São Francisco, do “Território Livre” da Academia de Direito de São Paulo, dirigimos, a todos os brasileiros esta Mensagem de Aniversário, que é a Proclamação de Princípios de nossas convicções políticas.
Na qualidade de herdeiros do patrimônio recebido de nossos maiores, ao ensejo do Sesquicentenário dos Cursos Jurídicos no Brasil, queremos dar o testemunho, para as gerações futuras, de que os ideais do Estado de Direito, apesar da conjuntura da hora presente, vivem e atuam, hoje como ontem, no espírito vigilante da nacionalidade.
Queremos dizer, sobretudo aos moços, que nós aqui estamos e aqui permanecemos, decididos, como sempre, a lutar pelos Direitos Humanos, contra a opressão de todas as ditaduras.
Nossa fidelidade de hoje aos princípios basilares da Democracia é a mesma que sempre existiu à sombra das Arcadas: fidelidade indefectível e operante, que escreveu as Páginas da Liberdade, na História do Brasil.
Estamos certos de que esta Carta exprime o pensamento comum de nossa imensa e poderosa Família – da Família formada, durante um século e meio, na Academia do Largo de São Francisco, na Faculdade de Direito de Olinda e Recife, e nas outras grandes Faculdades de Direito do Brasil – Família indestrutível, espalhada por todos os rincões da Pátria, e da qual já saíram, na vigência de Constituições democráticas, dezessete Presidentes da República.
Chamamos de Ditadura o regime em que o Governo está separado da Sociedade Civil. Ditadura é o regime em que a Sociedade Civil não elege seus Governantes e não participa do Governo. Ditadura é o regime em que o Governo governa sem o Povo. Ditadura é o regime em que o Poder não vem do Povo. Ditadura é o regime que castiga seus adversários e proíbe a contestação das razões em que ela se procura fundar. Ditadura é o regime que governa para nós, mas sem nós. Como cultores da Ciência do Direito e do Estado, nós nos recusamos, de uma vez por todas, a aceitar a falsificação dos conceitos. Para nós a Ditadura se chama Ditadura, e a Democracia se chama Democracia. Os governantes que dão o nome de Democracia à Ditadura nunca nos enganaram e não nos enganarão. Nós saberemos que eles estarão atirando, sobre os ombros do povo, um manto de irrisão.

## Signatários
Obs.: o trecho seguinte está "compactado" de modo a despoluir visualmente o contexto da página toda.
José Ignácio Botelho de Mesquita, professor titular da Faculdade Direito da Universidade de São Paulo (USP); Fábio Konder Comparato, professor titular da Faculdade Direito da USP; Modesto Carvalhosa, professor da Faculdade Direito da USP e presidente da Associação dos Docentes da USP; Irineu Strenger, professor titular da Faculdade Direito da USP; Dalmo de Abreu Dallari, professor titular da Faculdade Direito da USP e presidente da Comissão Justiça e Paz da Cúria Metropolitana de São Paulo; Mário Simas, vice-presidente da Comissão Justiça e Paz; Geraldo Ataliba, professor da Faculdade Direito da USP e da Faculdade Direito da PUC, ex-reitor da PUC; José Afonso da Silva, professor titular da Faculdade Direito da USP; Miguel Reale Júnior, professor da Faculdade de Direito da USP; Ignácio da Silva Telles, professor da Faculdade de Direito da USP; Tércio Sampaio Ferraz, professor da Faculdade de Direito da USP; Alcides Jorge Costa, professor da Faculdade de Direito da USP; Gláucio Veiga, professor da Faculdade de Direito da USP e da Faculdade Direito do Recife; Mário Sérgio Duarte Garcia, vice-presidente da Ordem dos Advogados de São Paulo; Antônio Cândido de Mello e Souza, professor titular da USP; Paulo Duarte, professor catedrático da USP, aposentado; André Franco Montoro, professor catedrático da PUC e senador; Flávio Flores da Cunha Bierrenbach, professor da Faculdade Direito da PUC; José Carlos Dias, advogado, consultor jurídico da Comissão Justiça e Paz da Cúria Metropolitana de São Paulo; Aliomar Baleeiro, ex-presidente do Supremo Tribunal Federal e professor da Faculdade Direito da Universidade Federal do Rio de Janeiro; Hermes Lima, ex-ministro do Supremo Tribunal Federal e professor da Faculdade de Direito da Universidade Federal do Rio Janeiro; Heleno Fragoso, professor da Faculdade de Direito da Universidade Federal do Rio Janeiro; João Batista de Arruda Sampaio, desembargador do Tribunal de Justiça de São Paulo, aposentado; Raul da Rocha Medeiros, desembargador do TJSP, aposentado; Odilon da Costa Manso, desembargador do TJSP, aposentado; Darcy de Arruda Miranda, desembargador TJSP, aposentado; Hélio Bicudo, procurador da justiça de São Paulo; Dom Cândido Padin, bispo de Bauru, bacharel pela Faculdade de Direito da USP; Sergio Bermudes, conselheiro federal da Ordem dos Advogados; Técio Lins e Silva, conselheiro da Ordem dos Advogados do Rio de Janeiro; Cid Riedel, conselheiro da Ordem dos Advogados do Distrito Federal; Ruy Homem de Mello Lacerda, ex-presidente da Associação de Advogados de São Paulo e conselheiro; Walter Ceneviva, vice-presidente da Associação de Advogados; Sérgio Marques da Cruz, conselheiro e ex-presidente da Associação dos Advogados; Luciano de Carvalho, secretário da Educação e Fazenda do Governo Carvalho Pinto; João Nascimento Franco, conselheiro do Instituto do Advogado e Ordem dos Advogados; Domingos Marmo, ex-conselheiro da Ordem dos Advogados; Walter Laudísio, conselheiro da Associação dos Advogados; Homero Alves de Sá, conselheiro da Associação dos Advogados; Salim Arida, conselheiro da Associação dos Advogados; José Carlos da Silva Arouca, conselheiro da Associação dos Advogados; Joaquim Pacheco Cyrillo, conselheiro da Associação dos Advogados; Rubens Ignácio de Souza Rodrigues, conselheiro da Associação dos Advogados; Jayme Cueva, conselheiro da Associação dos Advogados; Maria Luiza Flores da Cunha Bierrenbach, procuradora do Município de São Paulo; José Gregori, advogado e professor da PUC; Lauro Malheiros Filho, advogado; Aldo Lins e Silva, advogado; José Roberto Leal de Carvalho, advogado; Cantídio Salvador Filardi, ex-conselheiro da Ordem dos Advogados; Antônio Carlos Malheiros, advogado; Luiz Eduardo Greenhalgh, advogado; Márcia Ramos de Souza, advogada; Arnaldo Malheiros, advogado; Dione Prado Stamato, procuradora do Estado de São Paulo; Erasmo Valladão Azevedo e Novaes França, advogado; Pedro Garaude Júnior, Advogado; Alberto Pinto Horta Júnior, advogado; Manoel Ferraz Whitaker Salles, advogado; Maria Eugênia Raposo da Silva Telles, advogada; Edmur de Andrade Nunes Pereira Neto, advogado; Márcia Jaime, advogada; Areobaldo Espínola de Oliveira Lima Filho, advogado; Alexandre Thiollier Filho, advogado; Jayme da Silva Telles, advogado; Clóvis de Gouvêa Franco, advogado; Agripino Doria, advogado; Edgard de Novaes França Neto, advogado; Edgard de Novaes França Filho, advogado; José V. Bernardes, advogado; Luiz Baptista Pereira de Almeida Filho, advogado; Luiz Baptista Pereira de Almeida, advogado; Marcelo Duarte de Oliveira, sacerdote e bacharel, advogado; Celso Cintra Mori, advogado; Clarita Carameli, advogada; Paulo Pereira, advogado; José Melado Moreno, advogado; Maria Ferreira Lara, advogada; Pedro Luiz Aguirre Menin, advogado; José Nuzzi Neto, advogado; João Henrique de Almeida Santos, advogado; Carlos Alberto Queiroz, advogado; Jayme Queiroz Lopes Filho, advogado; Paulo R. C. Lara, advogado; Walter Arruda Júnior, advogado; Joaquim Renato Correia Freire, advogado; Darcy Paulilo dos Passos, advogado; Sílvio Roberto Correia, advogado; Francisco Mencucci, advogado; Antônio Costa Correia, advogado; Francisco Otávio de Almeida Prado, advogado; Marco Antônio Rodrigues Nahun, advogado; Léo Duarte de Oliveira, advogado.